# Illhaeusern
Illhaeusern település Franciaországban, Haut-Rhin megyében. Lakosainak száma 719 fő (2022. január 1.). Illhaeusern Grussenheim, Colmar, Guémar, Elsenheim és Ohnenheim községekkel határos.

## Népesség
A település népességének változása:
| Lakosok száma | 659  | 680  | 704  | 702  | 711  | 730  | 727  | 723  | 719  |
|               | 2013 | 2015 | 2016 | 2017 | 2018 | 2019 | 2020 | 2021 | 2022 |